# 강지형
강지형(姜智亨) 프로파일러 및 탐정직업 연구가로 활동을 하였으며 현재 (주) 강지형을 경영하는 기업인이자 시사평론가로 활동중이다.
한국 경상북도 구미에서 출생하였으며 부산에서 유년 시절과 학창 시절을 보냈다.
초등학교 4학년 태권도를 시작으로 우슈 및 각종 무술 경력과 중학교, 고등학교에는 복싱 선수로 활동을 하였고 부산 대회 2회 우승 경력과 태권도, 특공 무술 등 합이 5단이다.
1999년 육군 특수작전 사령부 예하 특수전 학교를 입교 했으며 9 공수 특수작전 여단 51 대대에서 저격 요원으로 근무하였다. 그 이후 기업 금융 전문 분야에 종사하며 금융범죄 자문 프로파일러 활동을 했고 현재는 탐정 직업을 연구하는 직업 연구가 활동을 하고 있다.
2016년 4월 18일 신용정보법을 관리 감독하는 금융위원회의 공식 발표에 의한 신용정보법 제40조 5호 탐정명칭사용 금지의 주체는 신용정보 집중기관에 한정되는 법률이지만 탐정명칭 사용 금지의 주체가 모든 국민의 금지 사항으로 확대 해석되어 빚어진 해프닝이라는 법률적 해석과 
신용정보법 40조 금지사항의 입법의 오류를 언론과 각종 미디어를 통해 본격적으로 시사평론가 활동.
탐정 직업과 관련된 80편이 넘는 칼럼을 기고 하였으며 강지형의 탐정백서, 탐정, 쾌도난마,  한국 탐정의 민 낯 3편의 탐정 서적을 출간한 작가이며 탐정 직업 연구가이다.

### 현 재
유튜브 채널 "프로파일러의 시선"을 운영하고 있으며 약 3300명의 구독자와 70여 개의 한국사 관련 영상이 있다.
유튜브 채널 프로파일러의 시선은 한국사의 역사 개혁 운동 및 역사 광복에 대한 메세지를 담고 있다. 일제 식민 사관의 역사 해석의 문제점과 국사 편찬위원회에서 발간한 국사 교과서의 오류에 대해 비평하며 역사 개혁 의지를 담고 있다. 채널의 주 내용은 고구려, 백제, 신라, 고려사에 대한 프로파일러의 시선으로 영토 역사와 전쟁 역사의 실체적 사실을 밝히는 내용을 다룬다.
2024년 9월 "신용정보 이용및 보호에 관한 법률"과 탐정업의 연관성 및 탐정업의 현실태에 대한 연구라는 제목으로 약칭 신용정보법과 탐정업은 아무런 연관성이 없음을 학회에 논문을 공식 발표.

### 최근 사건
집단 사법 린치 사건
내용
- 2020년 3월 탐정 조사 시장의 건전한 발전을 도모하기 위하여 탐정 개혁실천연대의 이름으로 유튜브 활동.

탐정 영업자들의 부적절한 관습에 대한 문제점들을 비판하고 법조인, 일부 전직 경찰들의 유착관계와 탐정 자격증 및 영업에 대한 허위광고에 대한 내용을 유튜브에서 폭로.
- 2021년 5월 탐정 자격증 발급하는 단체와 변호사 6명에게 업무 방해 및 명예훼손으로 고소 당함.

처벌을 희망하는 탄원서를 제출한 사람은 총 63명, 그중 전직 경찰 및 현직 경찰도 다수 포함이 되어 있으며 그 수는 약 80명에 이른다.
- 2021년 10월 검찰은(검사) 유죄가 인정된다며 법원에 기소를 하였고 1년 6개월 동안의 법정 공방 끝에 스스로 혐의 없음을 입증했고

법원은 2023년 4월 최종 무죄를 선고한 사건.

방이동 보복 감금, 모녀 살인 미수 사건
내용
- 2024년 3월: 15년 전 연인이었던 여성의 목을 졸라 살해한 살인 전과가 있는 남성이 의붓 딸의 팔다리를 끈으로 묶고 사실혼 관계인 아내의 목을 조르는 동종 수법의 범행을 저지르고 모녀 살인 미수로 구속된 사건.
- 2024년 4월: 살인 전과가 있다는 이유로 경찰의 짜 맞추기 수사를 의심하고 수사 자료의 오류를 찾아내었고 모녀의 거짓 진술과 사건의 실체적 사실을 밝혀내며 살인 미수 혐의를 벗겨내고 단순 감금, 폭행으로 변경된 사건.

## 경력 및 이력사항
| 연도/경력                                                                      |
| ------------------------------------------------------------------------------ |
| 1999년 8월 특수전학교, 특전부사관 124기 임관. 부사관 초급과정 수료             |
| 2000년 2월 특수작전사령부. 9공수 특전여단 근무                                 |
| 2000.10.19 게르하르트 슈뢰더 독일 총리의 내한 방문. 서울공항 214 경호작전 참여 |
| 2002년 10월 7~9일 특수전 사령부 검증평가시 주특기(화기) 사격 사령부 표창       |
| 2002년 10월 특수작전사령부 최고의 작전팀인 탑팀으로 선발                       |
| 2003년 10월 1일 국군의 날 행사에 시범단으로 참여.                              |
| 2003년 11월 9공수 특수작전 여단 중사 전역                                      |
| 2008년 sc Standard Chartered Bank 부산지점 팀장                                |
| 2009년 (주)위드맨 기업 금융컨설팅 회사 설립                                    |
| 2010년 위드맨 기업형 정보컨설팅 회사 설립                                      |
| 2016년 민간조사기업 (주) 위드맨 설립                                           |
| 2016년~2017년 호서대 벤처대학원, 동의대학교 탐정학 실무 강의                   |
| 2017년 고용노동부 주최, "신직업 육성" 탐정조사 분야 전문가 1인으로 좌담회 참석 |
| 2018년 "탐정 알리기 운동 본부" 창단                                            |
| 2020년 "탐정개혁실천연대" 창단                                                 |
| 2023년 (주)강지형 설립                                                         |
| 2024년"프로파일러의 시선" 유튜브 채널 운영                                     |

## 도서 출간
| 연도/경력                            |
| ------------------------------------ |
| 2017년 강지형 탐정백서 초판 발간     |
| 2021년 탐정,쾌도난마 발간            |
| 2021년 "한국 탐정의 민낮"발간        |
| 2022년 "강지형 탐정백서 개정판" 발간 |

## 방송출연
| 연도/경력                                                          |
| ------------------------------------------------------------------ |
| 2018년3월5 시선뉴스 보도국 민간조사원, 그들은 왜 필요한가?         |
| 2018년3월13 시선뉴스 보도국 민간조사원 국회 발의내용, 실효성 있나? |
| 2018년5월 국방부 교육방송 프로파일러편                             |
| 2019년 10월 영국 국영방송 BBC에서 디지털 성폭력 관련 인터뷰 출연.  |

### 수상
- 부산광역시 북구청장 표창
- 국민의 힘 국회의원 김도읍 표창
- 대한민국 애국기업 애국인물 대상
- 대한민국 혁신 대상 민간조사 부문 대상